# Amália de Hesse-Darmstadt
Frederica Amália de Hesse-Darmstadt (em alemão: Friederike Amalie von Hessen-Darmstadt; 20 de junho de 1754 – 21 de junho de 1832) foi uma das filhas de Luís IX de Hesse-Darmstadt e da princesa Carolina do Palatinado-Zweibrücken.

## Família
Amália era a terceira filha do conde Luís IX de Hesse-Darmstadt e da condessa Carolina do Palatinado-Zweibrücken. Era irmã da condessa Frederica Luísa de Hesse-Darmstadt, esposa do rei Frederico Guilherme II da Prússia e da condessa Guilhermina Luísa de Hesse-Darmstadt, primeira esposa do czar Paulo I da Rússia. Os seus avós paternos eram o condessa Luís VIII de Hesse-Darmstadt e a condessa Carlota de Hanau-Lichtenberg. Os seus avós maternos eram o conde Cristiano III do Palatinado-Zweibrücken e a condessa Carolina de Nassau-Saarbrücken.

## Biografia

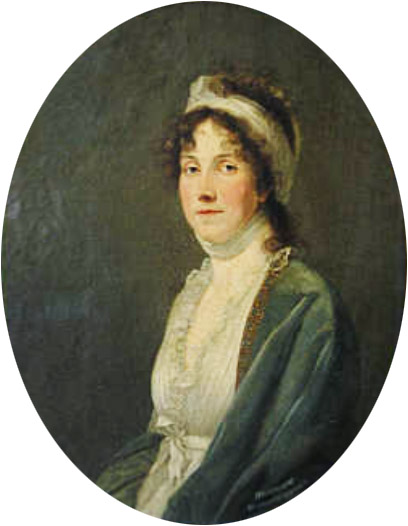
Amália na sua juventude
Johann Ludwig Kisling, 1803-1804

Amália foi levada para São Petersburgo com a mãe e a irmã Guilhermina Luísa em 1772 para visitar a corte russa como uma das candidatas para se casar com o czarevich Paulo. Este, no entanto, acabou por preferir a irmã dela.
Durante o seu casamento com o marquês Carlos Luís, Príncipe-Herdeiro de Baden, Amália queixou-se da sua frieza e comportamento infantil. Também sentia falta das cortes da Prússia e da Rússia. Foi a primeira-dama da corte de Baden desde a morte da sua sogra, a condessa Carolina Luísa de Hesse-Darmstadt, em 1783 até ao casamento do seu filho em 1806. Em 1801, visitou a sua filha Luísa, que se tinha casado com o czar Alexandre I, com o resto da família e, depois, visitou também a sua filha Frederica, que se tinha tornado rainha da Suécia, em setembro de 1801. Durante a sua estadia na Suécia, os cortesãos descreveram-na como sagaz, inteligente e bem-educada, dominando completamente o seu marido. Visitaram o Palácio de Drottningholm e Gripsholm e Amália ficou amiga da duquesa Edviges de Holsácia-Gottorp, de quem o rei não gostava, e repreendeu a filha por esta se mostrar severa e pouco amigável em público. O marido de Amália morreu num acidente antes da sua partida, o que fez com que ficasse na Suécia com a família até maio de 1802. Pouco antes de se ir embora, foi inserida na sociedade secreta de Adolf Boheman, à qual ele se referia como um ramo da Maçonaria. Durante as suas visitas à Rússia e à Suécia, tentou reconciliar os seus dois genros, os monarcas da Rússia e da Suécia.
Em 1803, recebeu a família real sueca em Baden, durante uma visita na qual se diz ter conseguido influenciar o seu genro, uma vez que era uma pessoa de quem se gostava facilmente e divertida, interessava-se por política e os dois partilhavam as mesmas opiniões. Foi dito de Amália que em sede de poder e força de vontade, a marquesa de Baden podia equiparar-se à imperatriz Catarina II da Rússia.
Como era contra Napoleão Bonaparte, Amália tentou impedir o casamento do seu filho com Estefânia de Beauharnais e, depois de o casamento de realizar em 1806, retirou-se da vida da corte, refugiando-se na sua propriedade de campo de Bruchsal. Em 1807, enviou uma carta da sua filha Luísa à sua filha Frederica, numa tentativa de tentar convencer Frederica a usar a sua influência para persuadir o marido a assinar um tratado de paz com Napoleão, algo que não aconteceu. Em 1809, recebeu a filha Frederica e a família dela depois de o rei Gustavo IV Adolfo da Suécia ser deposto do trono. Em 1811, tentou convencer Gustavo a não se divorciar da sua filha, mas quando não foi possível, fez os possíveis para garantir a independência económica de Frederica, bem como a custódia dos seus netos. Em 1815, o seu neto, o príncipe Gustavo, foi referido como "príncipe da Suécia" numa proclamação da corte de Baden, o que ofendeu o rei da Suécia, Carlos XIV João, que acreditava que Amália, conhecida pelos seus esquemas, tinha um plano secreto para colocar o seu neto no trono. Durante o Congresso de Viena em 1815, Amália, devido à influência que tinha sobre o seu genro Alexandre I, contribuiu para o facto de Baden ter tido permissão para permanecer um grão-ducado sem perder territórios.

## Casamento e descendência
Amália casou-se com o seu primo direito, Carlos Luís, Príncipe-Herdeiro de Baden, no dia 15 de julho de 1775. Ele era filho do marquês Carlos Frederico (que, em 1806, depois da sua morte, se tornou no primeiro grão-duque de Baden) e de Carolina Luísa de Hesse-Darmstadt, a filha de Luís VIII de Hesse-Darmstadt.
O casal teve oito filhos:
1. Amália de Baden (13 de julho de 1776 – 6 de outubro de 1823), morreu solteira e sem descendência.
2. Carolina de Baden (13 de julho de 1776 – 13 de novembro de 1841), casada com o rei Maximiliano I José da Baviera; com descendência.
3. Luísa de Baden (24 de janeiro de 1779 – 16 de maio de 1826), casada com o czar Alexandre I da Rússia, mudou o nome para Isabel Alexeievna; com descendência.
4. Frederica de Baden (12 de março de 1781 – 25 de setembro de 1826), casada com o rei Gustavo IV Adolfo da Suécia; com descendência.
5. Maria de Baden (7 de setembro de 1782 – 29 de abril de 1808], casada com Frederico Guilherme, Duque de Brunsvique-Volfembutel; com descendência.
6. Carlos Frederico de Baden (13 de setembro de 1784 – 1 de março de 1785), morreu aos cinco meses de idade.
7. Carlos II, Grão-Duque de Baden (8 de junho de 1786 – 8 de dezembro de 1818), casado com a princesa Estefânia de Beauharnais; sem descendência masculina.
8. Guilhermina de Baden (10 de setembro de 1788 – 27 de janeiro de 1836), casada com Luís II, Grão-Duque de Hesse; com descendência.